# Peter Sandvang
Peter Sandvang (Hillerød, 24 de junio de 1968) es un deportista danés que compitió en triatlón. Ganó cuatro medallas en el Campeonato Mundial de Triatlón de Larga Distancia entre los años 1998 y 2001, y una medalla en el Campeonato Europeo de Triatlón de Larga Distancia de 1997.

## Palmarés internacional
| Campeonato Mundial | Campeonato Mundial     | Campeonato Mundial | Campeonato Mundial |
| Año                | Lugar                  | Medalla            | Prueba             |
| ------------------ | ---------------------- | ------------------ | ------------------ |
| 1998               | Isla Sado (Japón)      | Medalla de bronce  | Individual         |
| 1999               | Säter (Suecia)         | Medalla de oro     | Individual         |
| 2000               | Niza (Francia)         | Medalla de oro     | Individual         |
| 2001               | Fredericia (Dinamarca) | Medalla de oro     | Individual         |
| Campeonato Europeo |                        |                    |                    |
| Año                | Lugar                  | Medalla            | Prueba             |
| 1997               | Fredericia (Dinamarca) | Medalla de oro     | Individual         |